# NGC 6831
NGC 6831 este o galaxie situată în constelația Dragonul. A fost descoperită în 3 septembrie 1886 de către Lewis A. Swift.